# Football League 100 Legends
A Football League 100 Legends é uma lista dos "100 lendários jogadores de futebol", criada pela Football League em 1998.

## The 100 Legends
| Nome               | Clube(s) | Carreira  |
| ------------------ | --- | --------- |
| Billy Bassett      | West Bromwich Albion | 1888-1890 |
| Archie Hunter      | Aston Villa | 1888-1891 |
| John Goodall       | Preston North End, Derby County, New Brighton Tower, Glossop North End                                                     | 1888-1904 |
| Steve Bloomer      | Derby County, Middlesbrough                                                                                                | 1892-1915 |
| Billy Meredith     | Northwich Victoria, Manchester City, Manchester United                                                                     | 1893-1925 |
| Bob Crompton       | Blackburn Rovers | 1896-1921 |
| William Foulke     | Sheffield United, Chelsea, Bradford City                                                                                   | 1894-1908 |
| Alf Common         | Sunderland, Sheffield United, Middlesbrough, Arsenal, Preston North End                                                    | 1900-1915 |
| Sam Hardy          | Chesterfield, Liverpool, Aston Villa, Nottingham Forest                                                                    | 1902-1926 |
| Bill McCracken     | Newcastle United | 1904-1924 |
| Viv Woodward       | Tottenham Hotspur, Chelsea                                                                                                 | 1908-1915 |
| Clem Stephenson    | Aston Villa, Huddersfield Town                                                                                             | 1910-1930 |
| Charles Buchan     | Sunderland, Arsenal | 1910-1929 |
| Elisha Scott       | Liverpool | 1912-1934 |
| Dixie Dean         | Tranmere Rovers, Everton, Notts County                                                                                     | 1923-1939 |
| George Camsell     | Durham City, Middlesbrough                                                                                                 | 1924-1939 |
| Hughie Gallacher   | Newcastle United, Chelsea, Derby County, Notts County, Grimsby Town, Gateshead                                             | 1925-1939 |
| Harry Hibbs        | Birmingham, Bristol City                                                                                                   | 1925-1939 |
| Alex James         | Preston North End, Arsenal                                                                                                 | 1925-1938 |
| Eddie Hapgood      | Arsenal | 1927-1939 |
| Cliff Bastin       | Exeter City, Arsenal | 1927-1948 |
| Wilf Copping       | Leeds United, Arsenal | 1930-1939 |
| David Jack         | Plymouth Argyle, Bolton Wanderers, Arsenal                                                                                 | 1930-1935 |
| Stanley Matthews   | Stoke City, Blackpool | 1931-1966 |
| Ted Drake          | Southampton, Arsenal | 1931-1939 |
| Joe Mercer         | Everton, Arsenal | 1932-1954 |
| Raich Carter       | Sunderland, Derby County, Hull City                                                                                        | 1932-1953 |
| Peter Doherty      | Blackpool, Manchester City, Derby County, Huddersfield Town, Doncaster Rovers                                              | 1933-1954 |
| Frank Swift        | Manchester City | 1933-1951 |
| Tommy Lawton       | Burnley, Everton, Chelsea, Notts County, Brentford, Arsenal                                                                | 1935-1957 |
| Wilf Mannion       | Middlesbrough, Hull City                                                                                                   | 1936-1956 |
| George Hardwick    | Middlesbrough, Oldham Athletic                                                                                             | 1937-1956 |
| Johnny Carey       | Manchester United | 1937-1954 |
| Stan Mortensen     | Blackpool, Hull City, Southport                                                                                            | 1938-1958 |
| Neil Franklin      | Stoke City, Hull City, Crewe Alexandra, Stockport County                                                                   | 1946-1958 |
| Trevor Ford        | Swansea City, Aston Villa, Sunderland, Cardiff City, Newport County                                                        | 1946-1961 |
| Nat Lofthouse      | Bolton Wanderers | 1946-1961 |
| Tom Finney         | Preston North End | 1946-1960 |
| Alf Ramsey         | Southampton, Tottenham Hotspur                                                                                             | 1946-1955 |
| Len Shackleton     | Bradford (Park Avenue), Newcastle United, Sunderland                                                                       | 1946-1958 |
| Jimmy Dickinson    | Portsmouth | 1946-1965 |
| Arthur Rowley      | West Bromwich Albion, Fulham, Leicester City, Shrewsbury Town                                                              | 1946-1965 |
| Billy Liddell      | Liverpool | 1946-1961 |
| Billy Wright       | Wolverhampton Wanderers | 1946-1959 |
| Jackie Milburn     | Newcastle United | 1946-1957 |
| John Charles       | Leeds United, Cardiff City                                                                                                 | 1948-1966 |
| Ivor Allchurch     | Swansea Town, Newport County, Cardiff City, Newcastle United                                                               | 1948-1968 |
| Danny Blanchflower | Barnsley, Aston Villa, Tottenham Hotspur                                                                                   | 1948-1964 |
| Bert Trautmann     | Manchester City | 1949-1964 |
| Jimmy McIlroy      | Burnley, Stoke City, Oldham Athletic                                                                                       | 1950-1968 |
| Tommy Taylor       | Barnsley, Manchester United                                                                                                | 1950-1958 |
| Cliff Jones        | Swansea Town, Tottenham Hotspur, Fulham                                                                                    | 1952-1970 |
| Johnny Haynes      | Fulham | 1952-1970 |
| Duncan Edwards     | Manchester United | 1953-1958 |
| Jimmy Armfield     | Blackpool | 1954-1971 |
| Terry Paine        | Southampton, Hereford United                                                                                               | 1956-1977 |
| Bobby Charlton     | Manchester United, Preston North End                                                                                       | 1956-1975 |
| Jimmy Greaves      | Chelsea, Tottenham Hotspur, West Ham United                                                                                | 1957-1971 |
| Denis Law          | Huddersfield Town, Manchester City, Manchester United                                                                      | 1956-1974 |
| Gordon Banks       | Chesterfield, Leicester City, Stoke City                                                                                   | 1958-1973 |
| Dave Mackay        | Tottenham Hotspur, Derby County, Swindon Town                                                                              | 1958-1972 |
| Bobby Moore        | West Ham United, Fulham | 1958-1977 |
| Alan Mullery       | Fulham, Tottenham Hotspur                                                                                                  | 1958-1976 |
| Geoff Hurst        | West Ham United, Stoke City, West Bromwich Albion                                                                          | 1959-1976 |
| Nobby Stiles       | Manchester United, Middlesbrough, Preston North End                                                                        | 1959-1974 |
| Johnny Giles       | Manchester United, Leeds United, West Bromwich Albion                                                                      | 1959-1977 |
| Billy Bremner      | Leeds United, Hull City, Doncaster Rovers                                                                                  | 1959-1982 |
| Frank McLintock    | Leicester City, Arsenal, Queens Park Rangers                                                                               | 1959-1977 |
| Alex Young         | Everton, Stockport County                                                                                                  | 1960-1969 |
| Martin Peters      | West Ham United, Tottenham Hotspur, Norwich City, Sheffield United                                                         | 1960-1981 |
| Tommy Smith        | Liverpool, Swansea City | 1962-1979 |
| Norman Hunter      | Leeds United, Bristol City, Barnsley                                                                                       | 1962-1983 |
| Pat Jennings       | Watford, Tottenham Hotspur, Arsenal                                                                                        | 1962-1985 |
| Alan Ball          | Blackpool, Everton, Arsenal, Southampton, Bristol Rovers                                                                   | 1962-1984 |
| Colin Bell         | Bury, Manchester City | 1963-1979 |
| George Best        | Manchester United, Stockport County, Fulham, Bournemouth                                                                   | 1963-1983 |
| Peter Shilton      | Leicester City, Stoke City, Nottingham Forest, Southampton, Derby County, Plymouth Argyle, Bolton Wanderers, Leyton Orient | 1965-1997 |
| Ray Clemence       | Scunthorpe United, Liverpool, Tottenham Hotspur                                                                            | 1965-1988 |
| Malcolm Macdonald  | Fulham, Luton Town, Newcastle United, Arsenal                                                                              | 1968-1977 |
| Kevin Keegan       | Scunthorpe United, Liverpool, Southampton, Newcastle United                                                                | 1968-1984 |
| Trevor Francis     | Birmingham City, Nottingham Forest, Manchester City, Queens Park Rangers, Sheffield Wednesday                              | 1970-1995 |
| Graeme Souness     | Middlesbrough, Liverpool                                                                                                   | 1972-1984 |
| Liam Brady         | Arsenal, West Ham United                                                                                                   | 1973-1990 |
| Glenn Hoddle       | Tottenham Hotspur, Swindon Town, Chelsea                                                                                   | 1974-1996 |
| Bryan Robson       | West Bromwich Albion, Manchester United, Middlesbrough                                                                     | 1974-1997 |
| Alan Hansen        | Liverpool | 1977-1990 |
| Kenny Dalglish     | Liverpool | 1977-1990 |
| Gary Lineker       | Leicester City, Everton, Tottenham Hotspur                                                                                 | 1978-1993 |
| Ian Rush           | Chester City, Liverpool, Leeds United, Newcastle United                                                                    | 1978-1998 |
| Ossie Ardiles      | Tottenham Hotspur, Blackburn Rovers, Queens Park Rangers, Swindon Town                                                     | 1978-1990 |
| Neville Southall   | Bury, Port Vale, Everton, Torquay United, Stoke City                                                                       | 1980-1998 |
| Paul McGrath       | Manchester United, Aston Villa, Derby County                                                                               | 1981-1998 |
| John Barnes        | Watford, Liverpool, Newcastle United                                                                                       | 1981-1998 |
| Tony Adams         | Arsenal | 1983-2002 |
| Paul Gascoigne     | Newcastle United, Tottenham Hotspur, Middlesbrough, Everton, Burnley                                                       | 1984-1998 |
| Alan Shearer       | Southampton, Blackburn Rovers, Newcastle United                                                                            | 1987-2006 |
| Ryan Giggs         | Manchester United | 1990-2014 |
| Éric Cantona       | Leeds United, Manchester United                                                                                            | 1991-1997 |
| Peter Schmeichel   | Manchester United, Aston Villa, Manchester City                                                                            | 1991-2003 |
| Dennis Bergkamp    | Arsenal | 1995-2006 |